# Antonio Marchi (graveur)

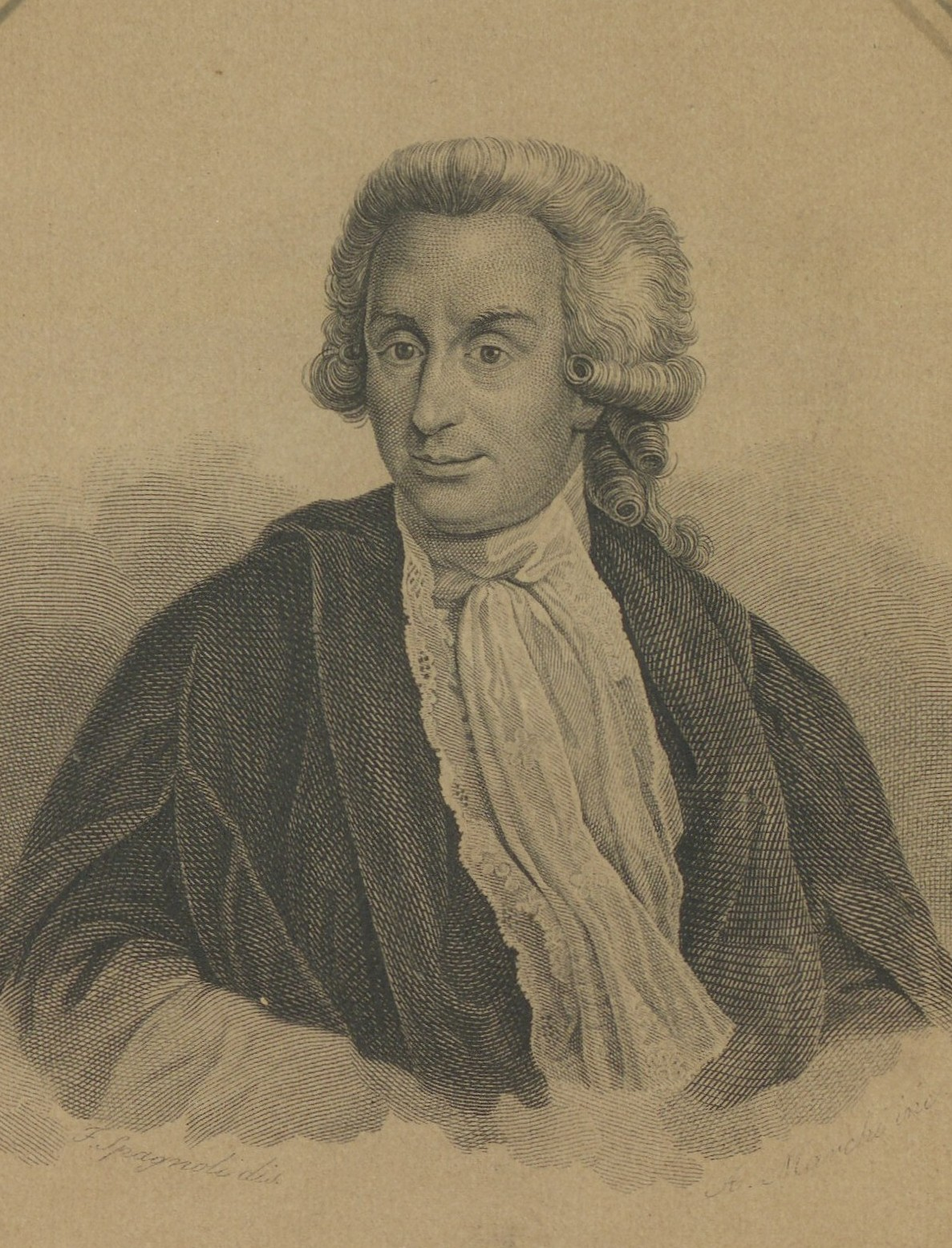
Portrait de Luigi Galvani gravé par Antonio Marchi

Antonio Marchi est un graveur néoclassique italien du XIXe siècle.

## Biographie
Il a eu sa formation de Francesco Rosaspina et a été actif de 1833 à 1853. Il a entre autres effectué des gravures d'après Sebastiano Serlio, Antonio Malvezzi Campeggi, Properzia de' Rossi, Giovanni Antolini, Antonio Bolognini Amorini (it) et Luigi Galvani. Aujourd'hui, il subsiste de lui un portrait dessiné par Alfonso Lombardi et gravé sur cuivre par lui situé parmi les vestiges de la famille bolonaise Bianconi auprès d'un livre de Paolo Costa.

## Œuvres
Liste non-exhaustive de ses gravures :
- Sepoltura di Gesu' Christo, dessin de Francesco Rosaspina, gravé par Antonio Marchi d'après Pellegrino Tibaldi (gravure), XIXe siècle[4] ;
- Ritratto d'uomo, dessin d'Antonio Muzzi, gravé par Antonio Marchi d'après Giovanni da San Giovanni (eaux-fortes et burin), 191 × 193 mm, entre 1833 et 1853, Musei Civici di Monza[5];